# Мортемор, Салли
Са́лли Э. Мортемо́р (англ. Sally A. Mortemore; 1961, Эйлсбери, Бакингемшир, Англия, Великобритания) — английская актриса и кастинг-директор.

## Биография
Салли Э. Мортемор родилась в 1961 году в Эйлсбери (графство Бакингемшир, провинция Англия, Великобритания).
Салли начала свою карьеру в качестве театральной актрисы, а с 1997 года также снимается в кино. В настоящее время она сыграла в 8-ми фильмах и телесериалах. Известна по роли Мадам Ирмы Пинс из фильма «Гарри Поттер и тайная комната» (2002).
Появилась в небольшой роли в 6 сезоне популярного телесериала «Игра престолов» (2016).

## Избранная фильмография
| Год  |   | Русское название              | Оригинальное название                   | Роль                   |
| ---- | - | ----------------------------- | --------------------------------------- | ---------------------- |
| 2002 | ф | Гарри Поттер и тайная комната | Harry Potter and the Chamber of Secrets | Ирма Пинс              |
| 2016 | с | Игра престолов                | Game of Thrones                         | женщина из Браавоса №2 |